# Доњи Степош
Доњи Степош је насељено место града Крушевца у Расинском округу. Према попису из 2022. има 465 становника (према попису из 2011. било је 459 становника).

## Демографија
У насељу Доњи Степош живи 413 пунолетних становника, а просечна старост становништва износи 42,8 година (41,6 код мушкараца и 43,8 код жена). У насељу има 138 домаћинстава, а просечан број чланова по домаћинству је 3,51.
Ово насеље је великим делом насељено Србима (према попису из 2002. године), а у последња три пописа, примећен је пад у броју становника.
|  |

| Демографија | Демографија | Демографија |
| Година      | Становника  | Становника  |
| ----------- | ----------- | ----------- |
| 1948.       | 542         |             |
| 1953.       | 577         |             |
| 1961.       | 577         |             |
| 1971.       | 536         |             |
| 1981.       | 529         |             |
| 1991.       | 522         | 514         |
| 2002.       | 484         | 501         |
| 2011.       | 459         |             |
| 2022.       | 465         |             |

| Етнички састав према попису из 2002.‍ | Етнички састав према попису из 2002.‍ | Етнички састав према попису из 2002.‍ | Етнички састав према попису из 2002.‍ | Етнички састав према попису из 2002.‍ |
| ------------------------------------ | ------------------------------------ | ------------------------------------ | ------------------------------------ | ------------------------------------ |
|                                      |                                      |                                      |                                      |                                      |
| Срби                                 | Срби                                 |                                      | 483                                  | 99,79%                               |
| непознато                            | непознато                            |                                      | 1                                    | 0,20%                                |

| Година пописа     | 1948. | 1953. | 1961. | 1971. | 1981. | 1991. | 2002. |
| ----------------- | ----- | ----- | ----- | ----- | ----- | ----- | ----- |
| Број домаћинстава | 110   | 115   | 134   | 135   | 132   | 143   | 138   |

| Број чланова      | 1  | 2  | 3  | 4  | 5  | 6  | 7 | 8 | 9 | 10 и више | Просек |
| ----------------- | -- | -- | -- | -- | -- | -- | - | - | - | --------- | ------ |
| Број домаћинстава | 23 | 24 | 22 | 29 | 20 | 14 | 2 | 3 | 1 | 0         | 3,51   |

| Пол    | Укупно | Неожењен/Неудата | Ожењен/Удата | Удовац/Удовица | Разведен/Разведена | Непознато |
| ------ | ------ | ---------------- | ------------ | -------------- | ------------------ | --------- |
| Мушки  | 198    | 44               | 133          | 12             | 0                  | 9         |
| Женски | 232    | 42               | 133          | 46             | 5                  | 6         |
| УКУПНО | 430    | 86               | 266          | 58             | 5                  | 15        |

| Пол    | Укупно                    | Пољопривреда, лов и шумарство | Рибарство                            | Вађење руде и камена | Прерађивачка индустрија       |
| ------ | ------------------------- | ----------------------------- | ------------------------------------ | -------------------- | ----------------------------- |
| Мушки  | 84                        | 5                             | 0                                    | 0                    | 45                            |
| Женски | 55                        | 12                            | 0                                    | 0                    | 16                            |
| УКУПНО | 139                       | 17                            | 0                                    | 0                    | 61                            |
| Пол    | Производња и снабдевање   | Грађевинарство                | Трговина                             | Хотели и ресторани   | Саобраћај, складиштење и везе |
| Мушки  | 3                         | 5                             | 7                                    | 0                    | 6                             |
| Женски | 0                         | 1                             | 11                                   | 1                    | 1                             |
| УКУПНО | 3                         | 6                             | 18                                   | 1                    | 7                             |
| Пол    | Финансијско посредовање   | Некретнине                    | Државна управа и одбрана             | Образовање           | Здравствени и социјални рад   |
| Мушки  | 0                         | 2                             | 5                                    | 2                    | 2                             |
| Женски | 1                         | 2                             | 0                                    | 4                    | 2                             |
| УКУПНО | 1                         | 4                             | 5                                    | 6                    | 4                             |
| Пол    | Остале услужне активности | Приватна домаћинства          | Екстериторијалне организације и тела | Непознато            | Непознато                     |
| Мушки  | 2                         | 0                             | 0                                    | 0                    | 0                             |
| Женски | 4                         | 0                             | 0                                    | 0                    | 0                             |
| УКУПНО | 6                         | 0                             | 0                                    | 0                    | 0                             |